# Hafik
Hafik (vor 1926 Koçhisar) ist eine Stadt und Hauptort des gleichnamigen Landkreises (İlçe) in der zentralanatolischen Provinz Sivas. Die Stadt liegt etwa 37 Straßenkilometer in ostnordöstlicher Richtung von der Provinzhauptstadt Sivas. Der Ort erhielt 1873 den Status einer Belediye (Gemeinde).
Der Landkreis Hafik liegt im Norden der Provinz und grenzt im Westen an den zentralen Landkreis (Merkez) der Hauptstadt Sivas, im Norden an den Kreis Almus (Provinz Tokat), im Nordosten an den Kreis Doğanşar, im Osten und Süden an den Kreis Zara. 
Die Fernstraße D200 (E 88) quert den Landkreis in Ost-West-Richtung.
Der Kreis (oder Kaza als Vorläufer) bestand schon seit 1873 und wies zur ersten Volkszählung (1927) eine Einwohnerschaft von 37.726 auf (in 165 Ortschaften auf 3445 km² Fläche). Der Verwaltungssitz Hafique brachte es auf 1.1419 Einwohner.
Neben der Kreisstadt (2020: 33,92 % der Kreisbevölkerung) gehören noch 74 Dörfer (Köy) mit durchschnittlich 84 Bewohnern zum Kreis. Die Palette der Einwohnerzahlen reicht von 312 (Düzyayla) bis 14 (Esentepe), wobei 27 Dörfer mehr Einwohner als der Durchschnitt haben. Der Kreis hat die niedrigste Bevölkerungsdichte alle 17 Kreise der Provinz (5,3 Einw. je km²).

## Persönlichkeiten
- Gülcihan Koç (* 1965), Sängerin
- Aydın Polatçı (* 1977), Ringer